# یواس‌اس سایرن (۱۸۶۲)
یواس‌اس سایرن (۱۸۶۲) (به انگلیسی: USS Siren (1862)) یک کشتی بود که طول آن ۱۵۴' ۷" بود. این کشتی در سال ۱۸۶۲ ساخته شد.